# 哈雷 (阿肯色州)
哈雷（英語：Halley）是位於美國阿肯色州迪沙縣的一個非建制地區。該地的面積和人口皆未知。

## 地理
哈雷的座標為32°08′14″N 91°19′29″W / 32.13722°N 91.32472°W，而該地的平均海拔高度為43米（即141英尺）。